# Gilia tenuiflora
Gilia tenuiflora là một loài thực vật có hoa trong họ Polemoniaceae. Loài này được Benth. mô tả khoa học đầu tiên năm 1833.

## Hình ảnh

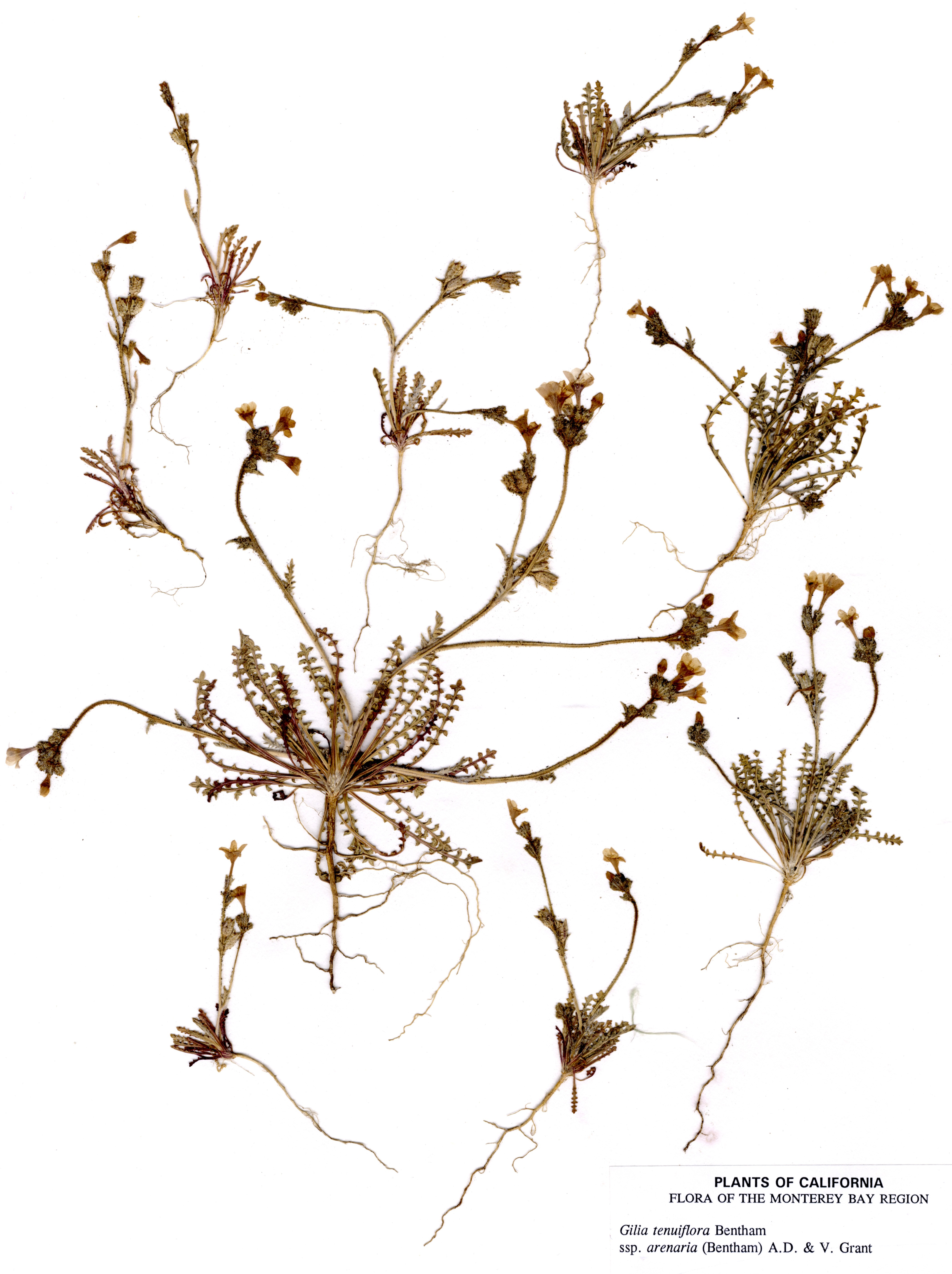